# トマス・ラジャナウスカス
トマス・ラジャナウスカス（リトアニア語: Tomas Ražanauskas, 1976年1月7日 - ）は、リトアニア出身の元サッカー選手、サッカー指導者。現役時代のポジションはミッドフィールダー。

## 経歴
2003年3月29日、UEFA EURO 2004予選・ドイツ戦で同点ゴールを決め、ドイツと引き分けると、4日後のスコットランド戦ではペナルティーキックで決勝ゴールを決めた。この2試合の活躍でリトアニアサッカーの歴史に名を残す選手となった。
FCトルペド・モスクワやセルヴェットFC、マルメFF、SKブラン、ギリシャのアクラティトスFC、アノルトシス・ファマグスタ、インテル・バクーPFCなど海外の多くのクラブを渡り歩いて成功を収めた。2009年にリトアニアのFKヴェトラに移籍すると、当時の過去最高順位となるAリーガ2位に貢献し、UEFAヨーロッパリーグ 2009-10に出場した。UEFAヨーロッパリーグでは予選3回戦まで勝ち上がったが、準優勝したフラムFCに敗れた。このパフォーマンスにより、5年ぶりにリトアニア代表に選出され、2010 FIFAワールドカップ・ヨーロッパ予選のオーストリア戦とセルビア戦に出場した。
2010年12月、FKスードゥヴァ・マリヤンポレに移籍し、2011年7月まで所属した。